# Mariano Martínez Cuenca
Mariano Martínez Cuenca (Cartagena, España, 14 de junio de 1899 - Ciudad de México, 16 de octubre de 1984) fue un impresor, político y sindicalista español.

## Biografía
Hacia 1904 se trasladó a Barcelona junto a su familia, donde desde joven empezó a trabajar en el sector de las artes gráficas como prensista. Influido por el socialismo, en 1912 se afilió a la Federación Gráfica del sindicato Unión General de Trabajadores (UGT) y en 1919 a la Agrupación Socialista de Barcelona, de la que fue secretario en 1926. Entre 1928 y 1933 fue secretario de la Federación Catalana del PSOE y de la federación catalana de UGT.
A pesar de su desacuerdo con la postura del Partido Socialista Obrero Español ante el nacionalismo catalán, durante la Segunda República procuró la unificación de las fuerzas socialistas de aquella región. Después del fracaso al intentar integrar a la Unió Socialista de Catalunya (USC) en la Agrupación Socialista de Barcelona, promovió una escisión en la FC del PSOE que en 1933 se unió a la USC, y fue elegido vicepresidente del nuevo partido. También en 1934 se escindió de UGT para fundar la Unió General de Sindicats Obrers de Catalunya.
En enero de 1934 fue escogido concejal del Ayuntamiento de Barcelona, pero perdió el cargo cuando fue encarcelado a raíz de su participación en la proclamación del Estado Catalán. Ingresó de nuevo en la corporación municipal cuando fue liberado en febrero de 1936 a causa de la amnistía decretada después de la victoria del Frente Popular en las elecciones generales.
Al estallar la guerra civil española se integró en el Partido Socialista Unificado de Cataluña, del que fue secretario sindical del comité central y concejal de Asuntos Sociales en el Ayuntamiento de Barcelona. Al terminar la guerra se exilió en México, donde trabajó como prensista en la empresa de Avel·lí Artís i Balaguer y militó primero en el Moviment Social d'Emancipació Catalana y después en el Partit Socialista Català, colaborando en su boletín y en otras publicaciones y entidades de la Comunidad Catalana de México. Escribió un libro de memorias que permanece inédito, La muralla invisible.